# 欧歌鸲
欧歌鸲（学名：Luscinia luscinia）是雀形目鹟科歌鸲属的一种小型鸟类。该种以前曾被划为鸫科，现在则归为鹟科。
欧歌鸲是一种迁徙的食虫鸟类，繁殖季节在欧洲与古北界的森林中育雏，冬季则迁徙到非洲。欧歌鸲与夜莺（Luscinia megarhynchos）亲缘关系很近、外形也很相似，但其分布范围较夜莺更偏北。

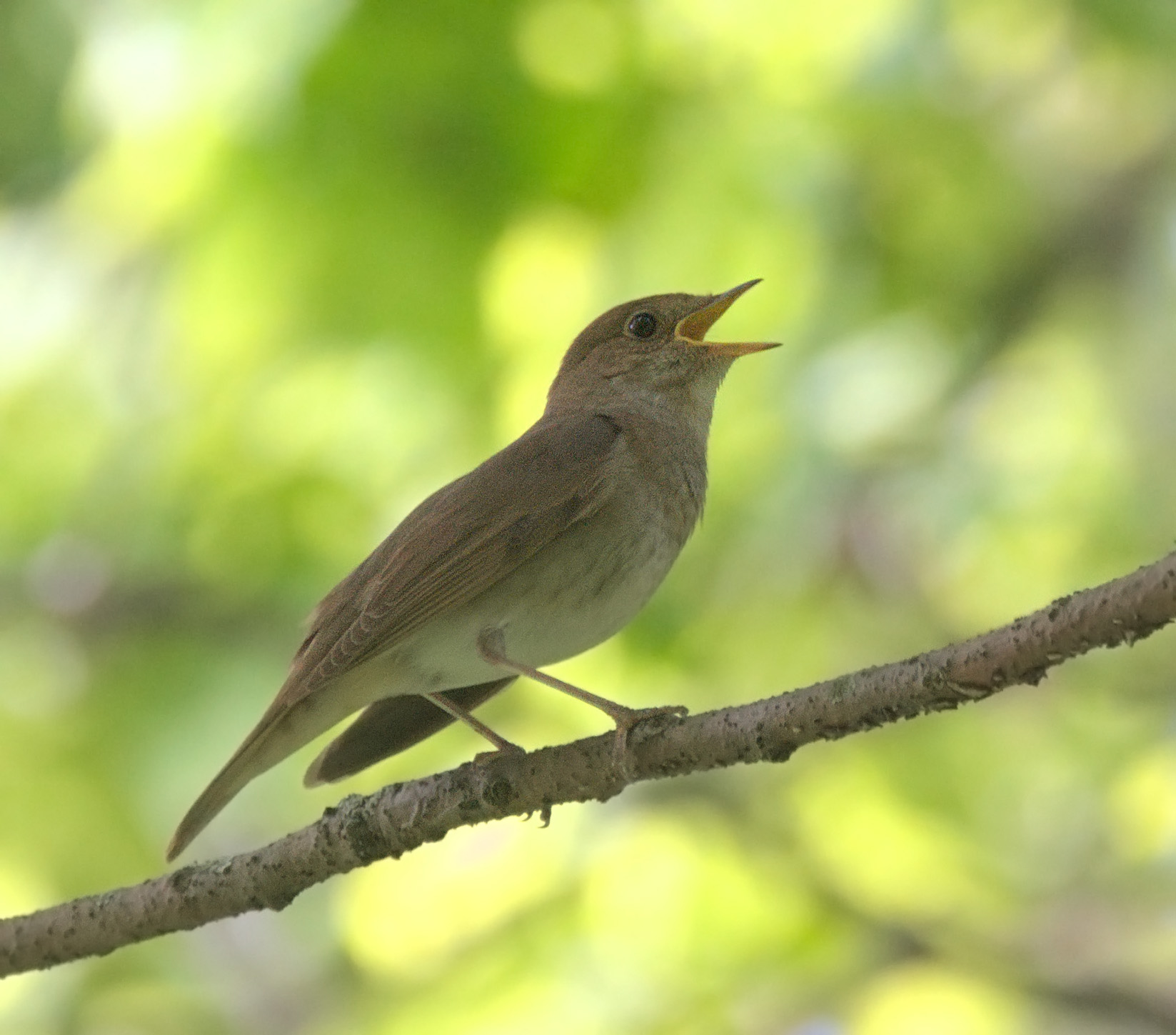
Luscinia luscinia

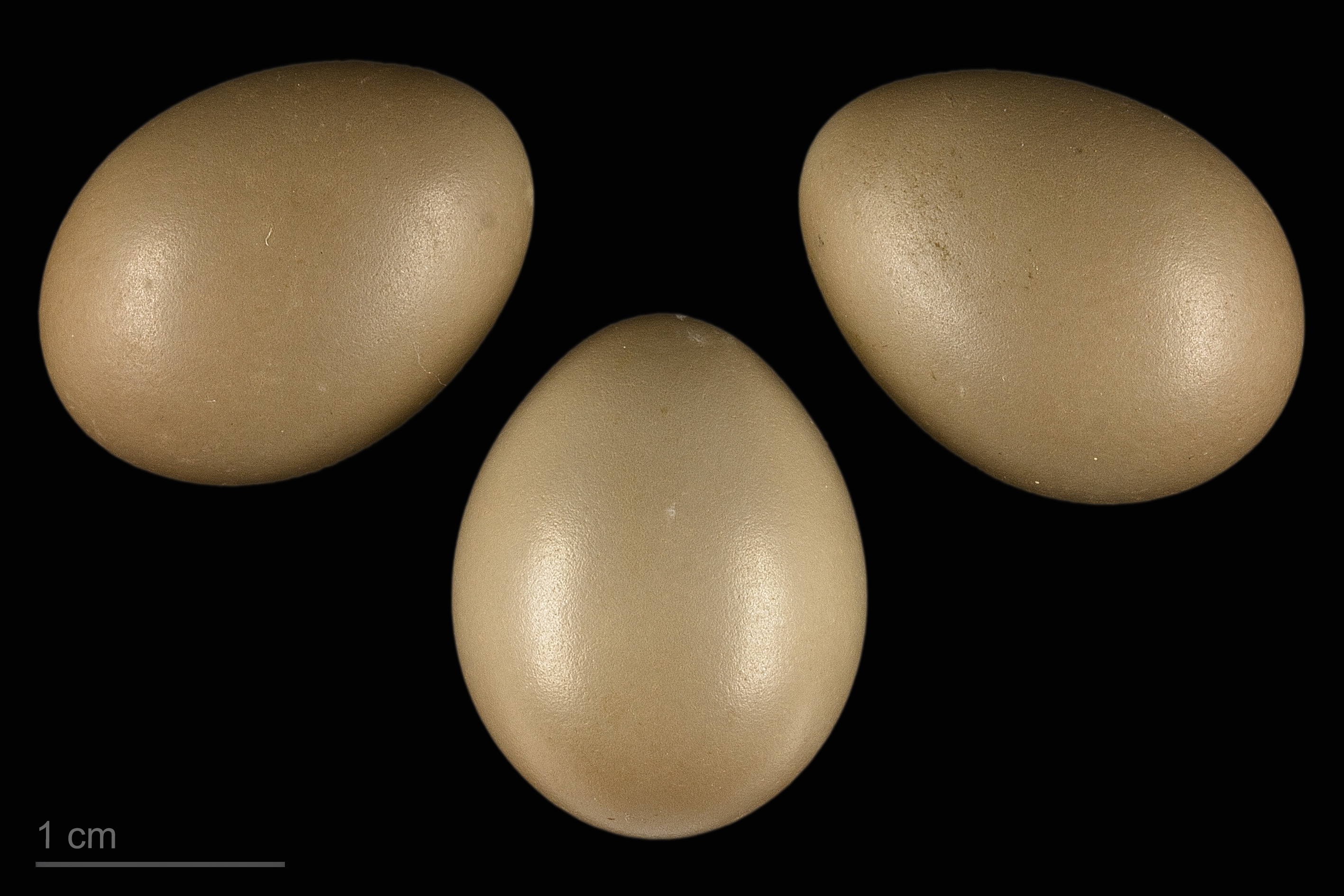
卵 Luscinia luscinia